# 카지노 애리조나 필드
카지노 애리조나 필드(Casino Arizona Field)는 미국의 다목적 경기장으로 애리조나주 템피에 위치하고 있으며 2017년부터 2020년까지 USL 챔피언십의 피닉스 라이징의 홈 경기장으로 사용되었다.